# 卡斯蒂永萨韦斯
卡斯蒂永萨韦斯（法語：Castillon-Savès，法語發音：[kastijɔ̃ savɛs]）是法国热尔省的一个市镇，属于欧什区。

## 地理
卡斯蒂永萨韦斯（43°34'11"N, 0°59'10"E）面积11.96 平方千米，位于法国奧克西塔尼大區热尔省，该省份为法国西南部内陆省份，北起顺时针与洛特-加龙省、塔恩-加龙省、上加龙省、上比利牛斯省、大西洋比利牛斯省和朗德省接壤。
与卡斯蒂永萨韦斯接壤的市镇（或旧市镇、城区）包括：马雷斯坦、卡佐萨韦斯、昂杜菲耶勒、弗雷古维尔、努瓦扬。

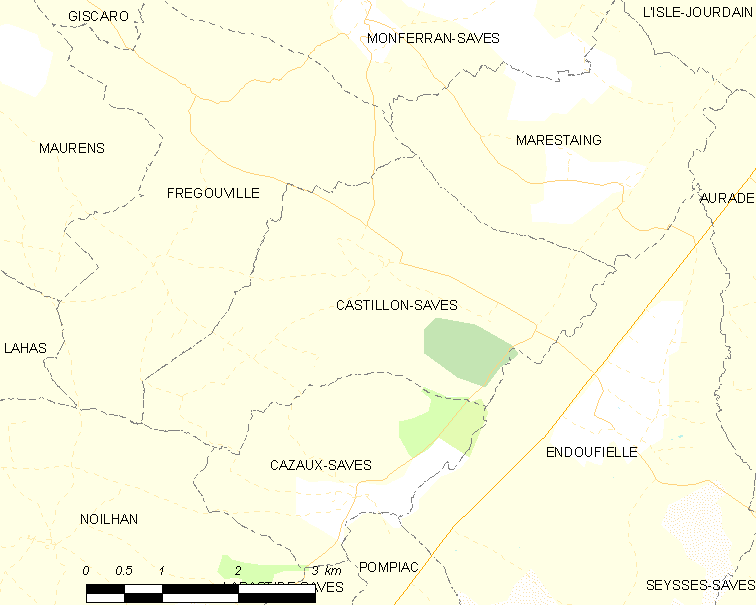
卡斯蒂永萨韦斯的OSM定位图

卡斯蒂永萨韦斯的时区为UTC+01:00、UTC+02:00（夏令时）。

## 行政
卡斯蒂永萨韦斯的邮政编码为32490，INSEE市镇编码为32090。

## 政治
卡斯蒂永萨韦斯所属的省级选区为萨沃河谷县。

## 人口

1962-2008年间卡斯蒂永萨韦斯人口变化图示

卡斯蒂永萨韦斯于2022年1月1日时的人口数量为335人。